# 胡光
胡光（15世紀—16世紀），字文光，南直隸徽州府績溪縣龍川人，明朝政治人物。

## 生平
胡光是成化十九年（1483年）癸卯科應天鄉試舉人，次年（1484年）聯捷甲辰科進士，獲授廣州推官，當時有權貴在街道上設立舞台讓伶人演出，他說：「在荒年不得如此。」立刻拆毀舞台，召來人民數算權貴惡行令對方入獄，不久他也因此事被貶為白泥驛丞，七年沒有回家。之後他調任灌縣知縣，曾用鐵三萬三千多斤鑄造三條鐵錠柱，以石包住築成石堤以整修都江堰，同時灌溉田地，縣內多老虎出沒，他在城隍廟禱告，三日後有七隻老虎入城，人民都感到驚愕，他卻獨自出來，老虎全撲向他，他就命令力士刺殺老虎，虎患因此平定，官至曲靖同知。回鄉後他的弟弟興建新居，他說：「我待罪下職而住進新居，人們會怎麼說？」於是推辭住在故廬，此事印證了他的廉潔，死後入祀灌縣名宦祠。

## 引用
1. 1 2  嘉慶《績溪縣志·卷十·人物志》：胡光 字文光，龍川人，成化進士，授廣東廣州府推官，有中貴出鎮勢張，跨士街為臺，設俳謾之戲，光曰：「歲方大祲，惡得為此。」立毀其臺，召民訟中貴不法狀，告者至千人，乃疏劾中貴，置之法，而光亦坐是謫白泥驛丞，七年不家。改知灌縣，築江都堰【都江堰】溉田數百頃，邑多虎，光禱城隍三日，有七虎入城，居民驚愕，光獨出虎皆向伏，光使力士刺之，其患悉平，陞曲靖府同知歸。有弟搆新舍，光曰：「吾待罪下職而新居，人其謂何？」即推弟而自處故廬，其狷介多類此。
2. ↑  嘉慶《績溪縣志·卷九·選舉志》：（成化）十九年癸卯科（舉人）……胡光 見宦業傳……二十年甲辰李旻榜 胡光
3. ↑  民國《灌縣志·卷十五·政績紀》：胡光，安徽績溪人，孝宗弘治九年由進士知灌縣，留心水利、冶金伐石，因舊址甇為防，貫以鐵柱三，各長一丈二尺，使當湍勢石隴中貫鐵處固以油灰，直長一十五丈，高一丈三尺，闊五尺，首闊一丈二尺，用鐵三萬三千餘斤，一時著有成效焉 《都江堰功小傳》 。光嚴明廉正，修學校、毀淫祠，民風丕變 舊志 ，祠邑名宦。